# Convento de Santa Catalina (Onda)
El convento de Santa Catalina de Onda (Provincia de Castellón, España), también llamado de convento de San Francisco, se encuentra enclavado en un cerro próximo a la ciudad, a unos 220 metros sobre el nivel del mar, al sur del río Sonella y gemelo al del Castillo de Onda, dominando un amplio territorio. 

## Historia y descripción
Fue fundado en 1455 a petición del pueblo, y habitado por frailes franciscanos. Solamente quedan en pie la Ermita de Santa Catalina y la Capilla del Calvario, que se encuentra a la derecha de lo que sería la puerta principal del convento, añadida en el siglo XVIII como almacén y destinada en 1836 a capilla. El resto de muros del convento no permiten deducir ningún tipo de funcionalidad concreta; solamente una edificación de tres pisos al sur del yacimiento con una arcada en el piso superior, característica de las construcciones valencianas de los siglos XVI al XVIII. 
También se detecta la presencia de subterráneos y de lo que sería una cisterna. El historiador Mundina nos dice que la iglesia, de orden corintio, era muy espaciosa. 
Durante la Guerra de la Independencia fue utilizada como cuartel de los españoles y como hospital, ocupado después por los franceses. Mientras tanto, los religiosos se trasladaron a la población y volvieron a ocuparlo después de la guerra. 
En 1836 fue desamortizado con una exclaustración forzosa de los frailes, e incendiado ese mismo año por voluntarios portugueses que estaban encuadrados en el ejército liberal-cristino bajo el mando del general Manuel Bretón del Río y Fernández de Jubera, destruyéndose definitivamente y quedando solamente la ermita actual (1982).